# لاس فيجاس ساندز
شركة لاس فيجاس ساندز هي شركة كازينو ومنتجعات أمريكية مقرها في بارادايس ، نيفادا ، الولايات المتحدة. تتميز منتجعاتها بأماكن الإقامة والمقامرة والترفيه وقاعات المؤتمرات والمعارض والمطاعم والنوادي ، فضلاً عن متحف الفن والعلوم في سنغافورة.
تمتلك الشركة العديد من المنتجعات في الولايات المتحدة وآسيا. من بين الأماكن التي طورتها في الولايات المتحدة ، يوجد منتجعان في لاس فيغاس ستريب: ذا فينيشيان لاس فيغاس وذا بالاتزو. في آسيا ، تمتلك مارينا باي ساندز في سنغافورة والعديد من الأماكن في ماكاو ، بما في ذلك ساندز ماكاو و ماكاو اللندني و ذا فينيشيان ماكاو و ذا بلازا ماكاوا.

## روابط خارجية
- Las Vegas Sands